# Wim Coumans
Willem (Wim) Coumans (Wilrijk, 25 september 1949) is een Belgisch voormalig CVP- en CD&V-kabinetschef en topambtenaar.

## Levensloop
Wim Coumans studeerde toegepaste economische wetenschappen aan de UFSIA in Antwerpen en wijsbegeerte aan de Katholieke Universiteit Leuven. Hij werkte op de dienst boekhouding van de BRT, gaf vijf jaar les boekhouden aan de Sociale Hogeschool in Heverlee en was drie jaar wetenschappelijk medewerker aan het Hoger Instituut voor de Arbeid. In 1977 kwam hij op de studiedienst van de christelijke vakbond ACV terecht. Hij was kabinetsmedewerker en -chef van verschillende CVP- en CD&V-ministers. In 1985 werd Coumans adviseur en vervolgens kabinetschef van minister van Sociale Zaken en Institutionele Hervormingen Jean-Luc Dehaene. In 1988 werd hij sociaaleconomisch kabinetschef van premier Wilfried Martens. In 1991 kwam hij aan het hoofd van de openbare kredietinstelling NMKN. Bij de overname van NMKN door ASLK in 1997 werd hij kabinetschef van Vlaams minister-president Luc Van den Brande. In 1999 werd Coumans directeur-generaal van het Rode Kruis-Vlaanderen, maar in 2004 keerde hij terug als cabinetard, als kabinetschef van Inge Vervotte en Steven Vanackere, zowel op Vlaams als federaal niveau. Tijdens de bankencrisis in 2008 werd hij lid van een stuurgroep onder leiding van Luc Coene voor de redding van de banken. Ook werd hij namens de Belgische staat bestuurder van BNP Paribas Fortis. Dit mandaat oefende Coumans tot 2011 uit, wanneer hij naar de financiële toezichthouder CBFA (en diens opvolger FSMA) overstapte. Hij werd directeur en vervolgens vicevoorzitter van het directiecomité, wat hij bleef tot zijn pensioen in 2014.
Van 2011 tot 2019 was hij voorzitter van de Karel de Grote Hogeschool in Antwerpen. Sinds 2012 is hij lid van de Hoge Raad van Financiën, afdeling Fiscaliteit en Parafiscaliteit. In 2023 werd hij voorzitter hiervan.